# Pier Gonella
Pierangelo "Pier" Gonella (* 23. březen 1977 Janov, Itálie) je italský kytarista a skladatel; člen heavymetalové skupiny Mastercastle a thrashmetalové Necrodeath.

Na kytaru začal hrát jako čtrnáctiletý, inspirovaný hudbou Deep Purple,Scorpions,Joe Satriani,Yngwie Malmsteen. 
 V létě roku 2003 se zúčastnil konkurzu na zpěváka Labyrinth a byl přijat.
Gonella nahrál spolu se Labyrinth 2 alba v letech 2005-2007.

V roce 2005 vypomohl Pier Gonella skupině Necrodeath při natáčení alba "Draculea", když potřebovali sehnat narychlo náhradu za Andyho, který z náhlých osobních důvodů nemohl kytary na tomhle albu nahrát. Gonella nahrál spolu se Necrodeath 3 alba v letech 2006-2010.

Pier Gonella je kytarista a spoluzakladatel heavymetalové skupiny Mastercastle.

## Diskografie
| Datum vydání | skupina          | Název                      | Známka                    |
| 2001         | Athlantis        | Athlantis                  | Underground Symphony      |
| 2003         | Wild steel       | Wild steel                 | Underground Symphony      |
| 2005         | Odyssea          | Tears in floods            | Scarlet Records           |
| 2006         | Labyrinth        | Freeman                    | Arise Records/ing Records |
| 2007         | Necrodeath       | Draculea                   | Scarlet Records           |
| 2007         | Labyrinth        | 6 days to nowhere          | V2 / King Records         |
| 2009         | Necrodeath       | Phylogenesis               | UnderScarlet Records      |
| 2009         | Mastercastle     | The Phoenix                | Lion Music                |
| 2010         | Necrodeath       | Old Skull                  | Scarlet Records           |
| 2010         | Mastercastle     | Last Desire                | Lion Music                |
| 2011         | Mastercastle     | Dangerous Diamonds         | Lion Music                |
| 2011         | Labyrinth        | As Time Goes by            | Scarlet Records           |
| 2012         | Athlantis        | M.W.N.D.                   | Ice Warrior Records       |
| 2012         | MusicArt Project | The Black Side of the Moon | Black Tears Records       |